# FTDI
FTDI (сокр. от англ. Future Technology Devices International) — шотландская частная компания, работающая в сфере полупроводниковых устройств . Специализируется в области, связанной с шиной USB. Она разрабатывает, производит и осуществляет поддержку устройств и соответствующих программных драйверов для преобразования последовательной передачи данных по RS-232 или уровней TTL в сигналы шины USB, для того чтобы дать возможность современным компьютерам использовать простой классический RS-232 интерфейс, а разработчикам не приходилось вникать в сложности USB интерфейса .
FTDI также оказывает консультационные услуги по проектированию специализированных интегральных схем. Главным продуктом компании является FTDI Chip — интегральная схема, применяемая в электронных устройствах, использующих микроконтроллеры, например, таких как платформа Arduino для физических вычислений (en).
Штаб-квартира FTDI находится в Глазго (Шотландия, Великобритания), а офисы расположены в Тайбэе (Тайвань) и Портленде (Орегон, США). Производственное подразделение компании в тихоокеанском регионе управляется подрядчиками.
Компания реализует свою продукцию через веб-сайт и через ретейлеров.

## История
FTDI основана 13 марта 1992 года её нынешним CEO Фредом Дертом. Компания является косвенным потомком Computer Design Concepts Ltd, первоначальным полупроводниковым стартапом Дерта.
Первыми продуктами FTDI были наборы микросхем системной логики (чипсеты) для материнских плат персональных компьютеров, основным заказчиком которых была IBM, использовавшая их в своих персональных компьютерах AMBRA и PS/1. Позднее компания расширила ассортимент выпускаемых продуктов до преобразователей интерфейсов MM232R и USB-COM232-PLUS1 наряду с другими устройствами для преобразования между USB и прочими коммуникационными протоколами.

## Война драйверов
29 сентября 2014 года на своём веб-сайте FTDI опубликовала обновлённую Windows-версию драйвера виртуального последовательного порта. Некоторые пользователи, загрузившие это ПО, сообщали о возникших проблемах. После того, как обновлённый драйвер стал 14 октября доступен через службу Windows Update, посетители форумов и веб-сайтов электронной тематики стали отмечать, что он может выводить из строя программно-совместимые клоны устройств на неоригинальных микросхемах USB-конвертеров, сбрасывая их USB-идентификатор Product ID в значение "0000". Если его не вернуть (при помощи утилиты FT_PROG) обратно, то данное изменение препятствует обнаружению устройства драйверами практически любой операционной системы. Также, описанное поведение драйвера сопровождалось дополнением к тексту лицензионного соглашения, предупреждающем о возможном необратимом повреждении устройств на неоригинальных микросхемах. В связи с этим компанию FTDI критиковали за неэтичные действия по отношению к пользователям, которые могли не знать, что их оборудование неоригинальное, и что автоматическое обновление было специально использовано для выведения приборов из строя. Вскоре, 22 октября 2014 года вышел патч драйвера для Линукс, позволяющий распознавать микросхемы с Product ID, равным "0000".
24 октября 2014 года, в ответ на критику,  FTDI отозвала драйвер и объяснила, что такая мера была нацелена на защиту интеллектуальной собственности и стимулирование покупки пользователями оригинальных устройств фирмы. В компании также заявили, что продолжат работу над драйвером, который позволит информировать пользователей о наличии неоригинальных комплектующих в менее травматичной манере.
В феврале 2016 года FTDI опубликовала через Windows Update драйвер с DRM-компонентами, призванными блокировать неоригинальные комплектующие. В этот раз драйвер позволяет устройству определяться в системе, но все передаваемые и принимаемые данные заменяются закольцованной ASCII-строкой "NON GENUINE DEVICE FOUND!", которая может вызывать нештатную работу устройств.